# Toshia Mori
Toshia Mori, nata Toshia Ichioka (としえ いちおか) (Kyoto, 1º gennaio 1912 – New York City, 26 novembre 1995), è stata un'attrice giapponese.

## Biografia
Toshia Mori (としあ もり), era figlia di un medico che nel 1922 si trasferì con la famiglia in California. Esordì nel cinema a partire dal 1926 in piccole parti col suo vero cognome. Scelta nel 1932 tra le quindici WAMPAS Baby Stars dell'anno, nel 1933 interpretò il più importante film di tutta la sua breve carriera, L'amaro tè del generale Yen di Frank Capra, con Barbara Stanwyck e Nils Asther.
Seguirono pochi altri film e la sua carriera si concluse nel 1937 con Mezzanotte a Broadway, pellicola della serie dell'investigatore Charlie Chan. Toshia Mori, che nel 1930 aveva sposato Allen Jung (1909-1982), un attore cino-americano, morì nel 1995 a New York e fu sepolta nel Woodlawn Cemetery del Bronx.

## Riconoscimenti
- WAMPAS Baby Star nel 1932

## Filmografia parziale

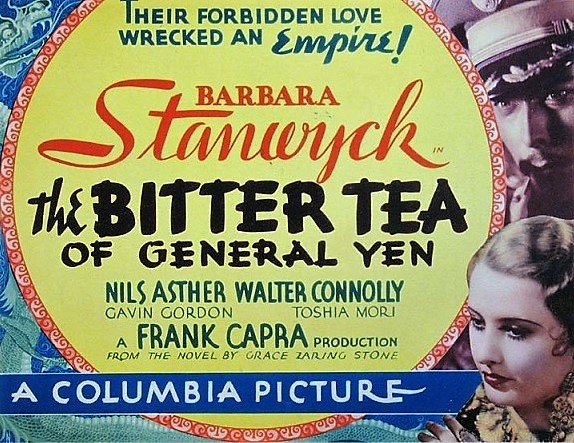
Poster del film L'amaro tè del generale Yen

- Mr. Wu, regia di William Nigh (1927)
- Streets of Shanghai, regia di Louis J. Gasnier (1927)
- L'uomo senza volto (The Man Without a Face), regia di Spencer Gordon Bennet (1928)
- Spia bionda (Roar of the Dragon), regia di Wesley Ruggles (1932)
- The Secrets of Wu Sin, regia di Richard Thorpe (1932)
- Le tigri del Pacifico (Tiger Shark), regia di Howard Hawks (1932)
- L'amaro tè del generale Yen (The Bitter Tea of General Yen), regia di Frank Capra (1933)
- Blondie Johnson, regia di Ray Enright (1933)
- Fury of the Jungle, regia di Roy William Neill (1933)
- Il velo dipinto (The Painted Veil), regia di Richard Boleslawski (1934)
- Il terrore del circo (Charlie Chan at the Circus), regia di Harry Lachman (1936)
- Mezzanotte a Broadway (Charlie Chan on Broadway), regia di Eugene Forde (1937)